# Afroaves
Afroaves — клада птахів, що містить три субклади. Більшість видів є хижими, що свідчить про те, що останнім загальним предком Afroaves був також хижим птахом.